# Рахимберди Аннамораднежад
Рахимберди Аннамораднежад (перс. رحیم بردی انامرادنژاد‎) (род. в 1961, Бендер-Торкемен) — иранский градостроитель. Профессор географии и городского планирования Мазандаранского университета, также занимает должность директора в журнале исследований в области градостроительства.

## Книги
- 2008: Географическое представление о Бендер-Торкемен.
- 2011: Введение в городских скверах.
- 2014: принципы планирования населенных пунктов.